# Middlesboro
Middlesboro város az Amerikai Egyesült Államok Kentucky államában, Bell megyében. Lakosainak száma 9405 fő (2020. április 1.).

## Népesség
A település népességének változása:

| 2010 | 10 334 |
| 2020 | 9 405  |